# 左翼党 (法国)
左翼黨（法語：Parti de gauche，缩写为PG）是法國的一个民主社會主義政黨。該黨效仿德國左翼黨的模式建立。

## 成立
2008年11月，前社會黨參議員让-吕克·梅朗雄、眾議員馬克·多雷茲等人與「共和與社會替代運動」一同成立左翼黨。
他們在五天前退出社會黨，以抗議黨大會的投票結果。他們所支持的左翼動議僅獲得19%支持。
隨後多名社會黨左翼人士及綠黨的玛蒂娜·比拉德等人加入該黨。

## 行動
左翼黨曾與總工會、联合民主團結工會（Solidaires Unitaires Démocratiques）、勞工總工會－工人力量（Confédération Générale du Travail - Force Ouvrière, CGT-FO）、法國基督教工人總工會（Confédération Française des Travailleurs Chrétiens）等團體接觸。
从2009年歐洲議會選舉起，該黨开始與法國共產黨、联合左翼組成左翼阵线參選。在其后的2010年地方选举、2012年法国总统选举、2012年国民议会选举、参议院选举中，左翼党继续和其它左翼政党结盟参选。
2013年11月，左翼党加入了向以色列施压的国际抵制、撤资、制裁（BDS）运动。
2018年7月2日，该党退出欧洲左翼党，原因是它不同意该联盟中希腊政党“激进左翼联盟”的存在。（当时激左盟右倾）

## 民意支持與選舉紀錄
由于左翼党自成立起至今从未单独参加过选举，而是与法国共产党等其他左翼党派结盟为左翼阵线参选。

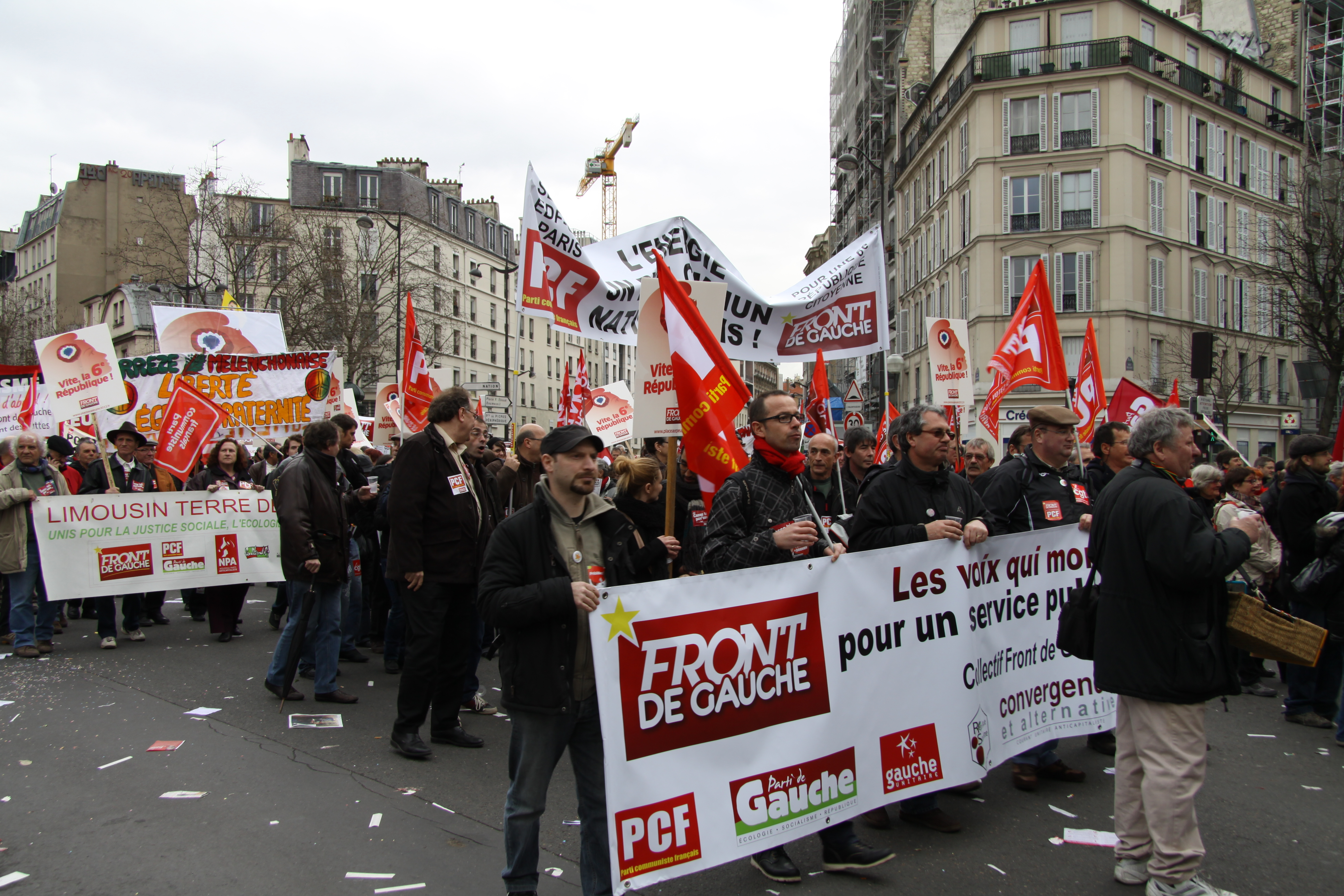
2012年法国总统大选前夕，左翼党和法共的支持者在巴黎举行示威游行支持梅朗雄

### 歐洲議會
| 年度   | 得票數    | 得票率 | 席次 |
| ------ | --------- | ------ | ---- |
| 2009年 | 1,115,021 | 6.47%  | 1    |
| 2014年 | 1,252,730 | 6.61%  | 1    |

## 外部連結
- 左翼党官方網站 （页面存档备份，存于）